# Springfontein
Springfontein est une petite ville située dans la province de l'Etat Libre en Afrique du Sud. Connue pour son camp de concentration britannique établi durant la seconde guerre des Boers, elle est située sur la route nationale 1 à 150 km au sud-ouest de Bloemfontein. 

## Historique
Pendant la seconde guerre des Boers, un camp de concentration britannique fut établi en 1901 dans le district de la ferme de Springfontein située dans l’État libre d'Orange. Initialement construit pour n'accueillir que 500 personnes, le camp accueillit plus de 2 000 personnes supplémentaires. Cinq cent soixante-huit personnes de tous âges sont enregistrées dans le registre des sépultures du camp de Springfontein pour l'année 1901. 
La ville de Springfontein elle-même a été fondée en 1904 sur les terres de la ferme d'Hartleydale, qui elle-même avait fait partie de la ferme de Springfontein. Un conseil de gestion de village a été établi en 1904 et la ville a atteint le statut municipal en 1912.   

## Démographie
Selon le recensement de 2011, Springfontein compte 1 177 habitants, majoritairement coloured (48 %), noirs (41 %) et blanche (10 %). Les habitants de la ville sont à 62 % de langue maternelle afrikaans.
Jouxtant la ville de Springfontein se trouve le township de Maphodi, 2 522 habitants (91% de noirs), ce qui en fait la plus dense localité de la localité urbaine de Springfontein, peuplée au total de 3 699 habitants à majorité noire (75,1 % contre 21,1 % de coloureds et 3,1 % de blancs), principalement de langue xhosa (41,5 %) et afrikaans (28,9 %).

## Industrie locale
L'agriculture constitue avec l'élevage des moutons et des bovins la principale source de revenue du district. 
Springfontein est également un important carrefour ferroviaire. Les lignes ferroviaires principales provenant de Port Elizabeth et de East London et à direction de Johannesburg se joignent à Springfontein. Il y a aussi une ligne qui mène via Jagersfontein et Fauresmith jusqu'à la ville diamantifère de Koffiefontein.

## Personnalités liées à Springfontein
- Emily Hobhouse visita le camp de concentration britannique durant la guerre anglo-boer